# 八島順一
八島順一（やしま じゅんいち、1956年2月19日 - ）は、日本のミュージシャン、作曲家。HOUND DOGのギタリスト。宮城県仙台市出身。東北学院大学経済学部卒業。

## 概要
東北学院大学在学中に、大友康平らが結成したHOUND DOGに参加。1980年のプロデビュー以後は、蓑輪単志とともに多くの曲を作曲した。
HOUND DOG以外の活動としては、作曲者として沢田研二に「恋なんて呼ばない」など数曲を提供している。また、1997年 - 1998年には後藤次利、田原音彦らとユニットNEO-BARBARIANを結成し（ボーカルとギター担当）、シングルとアルバムを1枚ずつ発表した。2002年には台東区立桜橋中学校校歌を作曲（作詞は大友）。
2005年に大友が設立した個人事務所イエホックに移籍したものの、待遇の悪さに強く反発。その結果、2006年に橋本章司・西山毅らとともにバンドから「解雇」されてしまった。彼らはその後、「元の6人に戻ることを目指す」ことを名目としたライブ活動をたびたび行っている。詳しくはHOUND DOGの項を参照。
2009年6月、蜂窩織炎を患うが、翌月退院。現在もHOUND DOG以外のバンドで活動を行っている。

## 代表曲
- 嵐の金曜日（作詞・作曲）
- Only One More Kiss（作詞・作曲）
- "J"のバラード（作詞・作曲）
- STILL!（作詞・作曲）
- Punky Girl（作詞・作曲）
- 涙のBirthday（作詞・作曲）
- Hot Line（作詞・作曲）
- RAINY LADY GOOD-BYE(Miss Mに捧ぐ)（作詞・作曲）
- My Dear Friend（作詞・作曲）
- Last Night Last Time（作詞・作曲）
- I'm Happy（作曲）
- AGAIN（作曲）
- アフターコンサート（作曲）
- 雨のリバーサイド（作曲）
- 一日の長いLove Letter（作曲）
- WISH（作曲）
- エンドレス・サマー（作曲）
- EMPTY HEART（作曲）
- Oh!スキャンダル（作曲）
- 狼と踊れ（作曲）
- お前を決してはなさない（作曲）
- 今日も電車で（作曲）
- 銀河のささやき（作曲）
- CRY BABY CRY（作曲）
- CHRISTY（作曲）
- Go Go!サタディナイト（作曲）
- SILENCE（作曲）
- さよならの向こうに（作曲）
- SEASON（作曲）
- 15の好奇心（作曲）
- STRONG LOVE（作曲）
- Smile For Me（作曲）
- September（作曲）
- 太陽に向かって（作曲）
- 大地の子供たち（作曲）
- 追憶（作曲）
- Tell Me Why（作曲）
- DESTINY（作曲）
- でっかい太陽〜JUMP JUMP JUMP!〜（作曲）
- Too Late...（作曲）
- DO IT（作曲）
- DOG DAYS（作曲）
- DON'T CRY（作曲）
- 涙のフラワー・ロード（作曲）
- 涙のゆくえ（作曲）
- NO NAME HEROES（作曲）
- No NO My Darlin'（作曲）
- Knock Me Tonight（作曲）
- HARBOR LIGHT（作曲）
- BELIEVE（作曲）
- P.S.I LOVE YOU（作詞・作曲）
- Funkyb Lips（作曲）
- FOREVER（作曲）
- BLACK RAIN（作曲）
- BULLDOG（作曲）
- Please Please Please（作曲）
- Hey Brother（作曲）
- Best of Drean（作曲）
- BORN TO LOVE YOU〜おまえのすべてを〜（作曲）
- ラスト・シーン（作曲）
- ROAD RUNNER（作曲）
- お前はSunshine（作曲・橋本章司共作）
- URBAN COWBOY（作曲・橋本章司共作）
- 恋はNon-Stop（作曲・橋本章司共作）
- POWER TO THE PEOPLE（作曲・橋本章司共作）
- TRY AGAIN（作曲・後藤次利共作）
- ブルース聞こえる街（作曲・後藤次利共作）
- RIBER（作曲・後藤次利共作）
- ラスト・ヒーロー（作曲・蓑輪単志共作）
- たったひとつの愛の歌（作曲・蓑輪単志・Frank Fu共作）